# Euserica cambeloi
Euserica cambeloi es un coleóptero de la subfamilia Melolonthinae.

## Distribución geográfica
Es endémico de Ceuta y alrededores.